# Kfz-Kraftschlüssel
Ein Kfz-Kraftschlüssel, umgangssprachlich auch Polenschlüssel genannt, ist ein Werkzeug zum Aufbrechen von Schlössern in Kraftfahrzeugen. Sein eigentlicher Verwendungszweck ist das Öffnen von Schlössern, deren Schlüssel verloren ging, er wird jedoch auch von Straftätern verwendet.

## Technik
Bei der Verwendung eines Kfz-Kraftschlüssels wird eine Art Schlüsselrohling aus gehärtetem Material in das Schloss geschoben und mit Hilfe eines Hebels gedreht. Der Vorgang hinterlässt für gewöhnlich keine offensichtlichen äußeren Spuren an dem betreffenden Schloss; gemeinhin bleibt es auch funktionsfähig, obwohl ein leicht erhöhter Widerstand beim Betätigen des Schlosses zu spüren ist. Erst eine Zerlegung des Schließzylinders mit genauer Überprüfung der feinmechanischen Einzelteile unter einer Lupe kann Hinweise auf den Einsatz eines solchen Werkzeuges liefern.